# 尾上多見太郎
尾上 多見太郎（おのえ たみたろう、1892年6月10日 - 1947年3月10日）は、日本の俳優である。本名は川本 眞之助（かわもと しんのすけ）とされるが、尾上 民美男（おのえ たみお）、三雲 康弘（みくも やすひろ）の説もある。旧芸名は尾上 多見太朗（読み同じ）。新派を経て剣戟映画に転向、日活京都撮影所の悪役俳優として一世を風靡し、後年は松竹下加茂撮影所、松竹京都撮影所の名脇役として活躍した。

## 来歴・人物
1892年（明治25年）6月10日、大阪府大阪市東区今橋（現在の同市中央区）に生まれる。『俳優名鑑』（大日本俳優協会）では、生年月日は「明治二十五年五月十五日」（1892年5月15日）である旨が記されている。
1906年（明治39年）、小学校を卒業して第二成美団に加入、大阪府大阪市にあった朝日座で初舞台を踏む。その後、1910年（明治43年）には兵庫県神戸市にあった相生座や、大阪市にあった松島八千代座に出演し、大変な好評を博した。
1925年（大正14年）、満33歳で日活大将軍撮影所に入社。1929年（昭和4年）に発行された『日本映画俳優名鑑 昭和四年版』（映画世界社）では、1924年（大正13年）7月に日活入社としている。同年10月13日に公開された築山光吉監督映画『義刃』で映画デビューして以来、主に尾上松之助、河部五郎、谷崎十郎主演映画の悪役俳優として頭角を現し、人々から声援を送られるほどの注目を集める。また、日活の数え歌に「五つとや、いつも悪役ひきうけて、やんやといわれる多見太郎」とも唄われていた。同所もそれを無視できず、1927年（昭和2年）1月14日に公開された辻吉郎監督映画『千葉周作』を始め、10本以上の主演作品を手掛けたが、成功には至らなかった。翌1928年（昭和8年）5月31日に公開された高橋寿康監督映画『享保惜春賦』で主演を務めたのを最後に同所を退社した。
1927年（昭和2年）に発行された『キネマの人々』（啓明社）などによれば、京都府京都市上京区大将軍鷹司町（現在の同市北区大将軍南一条町・大将軍東鷹司町・大将軍西鷹司町辺り）に住み、趣味は観劇であり、嗜好物は辛い物、鰻、嫌いな物はお茶漬けである旨が記されている。また、「うなぎ」とあだ名され、若い頃は澤村訥子型の猛優ぶりを発揮していたという。
退社後は舞台に戻ったが、この間にも富国映画社、太秦発声映画の映画に出演している。また、1935年（昭和10年）からは尾上多見太朗名義で実演活動もしていたが、1938年（昭和13年）に松竹下加茂撮影所へ移籍する。以降は脇役が殆どであったが、1939年（昭和14年）10月10日に公開された溝口健二監督映画『残菊物語』で関西歌舞伎の名門尾上多見蔵役など、多数の作品に出演した。
第二次世界大戦終結後も松竹京都撮影所に所属し、脇役出演を続けていたが、1946年（昭和21年）2月28日に公開されたマキノ正博監督映画『粋な風来坊』、同年12月15日に公開された溝口健二監督映画『歌麿をめぐる五人の女』の2本に出演した以降の出演作品が見当たらない。以後の消息は不明、もしくは間も無く病没とされていたが、『演芸新聞』1947年3月11日付にて、去る3月10日に胃癌のため、数え年56歳（満54歳）で死去したと報じられている。

## 出演作品

### 日活大将軍撮影所
全て製作は日活大将軍撮影所、配給は日活、全てサイレント映画である。
- 義刃（1925年） ※デビュー作[2][4][9]
- 黒巾十六騎（1925年） - 細山城主荒川五郎左衛門
- 荒木又右衛門（1925年） - 阿部四郎五郎
- 愛国の血刃（1925年） - 近藤勇
- 祐天吉松（1925年） - 役名不明
- 丸橋忠彌（1925年） - 金井半兵衛
- 乱世の雄（1926年） - 陳幕又十郎
- 修羅八荒 第一篇（1926年） - 陣場弥十郎
- 修羅八荒 第二篇（1926年） - 陣場弥十郎
- 孔雀の光 第一篇（1926年） - 多田源左衛門
- 梁川庄八（1926年） - 伊達政宗公
- 孔雀の光 第二篇（1926年） - 多田源左衛門
- 実録忠臣蔵 天の巻 地の巻 人の巻（1926年） - 武林唯七隆重
- 修羅八荒 第三篇（1926年） - 陣場弥十郎
- 忍術一夜大名（1926年） - 赤熊大五郎
- 修羅八荒 第四篇（1926年） - 陣場弥十郎
- 金子市之丞（1926年） - 金子市之丞（主演）
- 剣は怒る（1926年） - 高田重三郎
- 悲恋心中ヶ丘（1926年） - 近藤勇
- 義に鳴く虎徹（1926年） - 芹沢鴨
- 侠骨三日月 前篇（1926年） - 平塚藤左衛門
- 修羅八荒 第五篇（1926年） - 陣場弥十郎
- 日出づる国の武士（1926年） - 志士古高俊太郎
- 修羅八荒 最終篇（1926年） - 陣場弥十郎
- 駄々っ児羅漢（だゝっ児羅漢）（1926年） - 水野十郎左衛門
- 月形半平太（1926年） - 藤岡九十郎
- 水戸黄門（1926年） - 渥美格之丞
- 鳴門秘帖 第一篇（1926年） - お十夜孫兵衛
- 剣侠（1926年） - 役名不明
- 鳴門秘帖 第二篇（1926年） - お十夜孫兵衛
- 修羅王 前後篇（1926年） - 矢代傳五郎
- 千葉周作（1927年） - 千葉周作（主演）
- 鳴門秘帖 第三篇（1927年） - お十夜孫兵衛
- 鬼傑の叫び（1927年） - 飯田市十郎
- 獅子吼（大和武士）（1927年） - 土方歳三
- 妙法院勘八 第一篇（1927年） - 神祇組・菅野左源太
- 妙法院勘八 第二篇（1927年） - 神祇組・菅野左源太
- 大久保彦左衛門（1927年） - 兼松又四郎
- 毒龍（毒竜）（1927年） - 稲葉小僧（主演）
- 鳴門秘帖 第四篇（1927年） - お十夜孫兵衛
- 鳴門秘帖 第五篇（1927年） - お十夜孫兵衛
- 慈悲狂刃（1927年） - 大月左馬之助信康（主演）
- 辰巳嵐（1927年） - 主演
- 落武者（1927年） - 大谷大三郎信行（主演）
- 地雷火組 第一篇（1927年） - 目明し金助
- 地雷火組 第二篇（1927年） - 目明し金助
- 鳴門秘帖 第六篇（1927年） - お十夜孫兵衛
- 増補改訂忠臣蔵 天の巻 地の巻 人の巻（1927年） - 武林唯七隆重
- 鳴門秘帖 最終篇（1927年） - お十夜孫兵衛
- 剣豪悲節（1927年） - 御堂大舞（主演）
- 建国史 尊王攘夷（尊王攘夷）（1927年） - 有村治左衛門
- 弥次㐂多 尊王の巻（1927年） - 近藤勇

### 日活太秦撮影所
全て製作は日活太秦撮影所、配給は日活、全てサイレント映画である。
- 弥次㐂多 韋駄天の巻（1928年） - 近藤勇
- 弥次㐂多 伏見鳥羽の巻（1928年） - 近藤勇
- 無宿の大名（1928年） - 主演
- 俵星玄蕃（1928年） - 主演
- 続水戸黄門（1928年） - 渥美格之丞
- 享保借春賦（1928年） - 一色虎次郎（主演）

### フリーランス
特筆以外は全てサイレント映画である。
- 浪人の行く道（1933年） - 倉地周馬
- 荒木又右衛門 天下の伊賀越（1934年） - 柳生但馬守 ※トーキー

### 松竹下加茂撮影所
特筆以外、全て製作は松竹下加茂撮影所、配給は松竹、以降全てトーキーである。
- 奴銀平（1938年） - 大槻主師匠
- 虹晴れ街道（1939年） - 重右衛門
- 残菊物語（1939年） - 尾上多見蔵
- 仇討恋人形（1940年） - 桐竹紋兵衛
- 芸道一代男（1941年） - 扇屋の親類
- 元禄女（1941年） - 荻田主馬
- 北方に鐘が鳴る（1943年） - 役名不明
- 団十郎三代（1944年） - 天満屋

### 松竹京都撮影所
全て製作は松竹京都撮影所、配給は松竹である。
- 粋な風来坊（1946年） - 仙右衛門
- 歌麿をめぐる五人の女（1946年） - 松平周防守